# András Sike
András Sike, född den 18 juli 1965 i Eger, Ungern, är en ungersk brottare som tog OS-guld i bantamviktsbrottning i den grekisk-romerska klassen 1988 i Seoul.